# 安東勝男

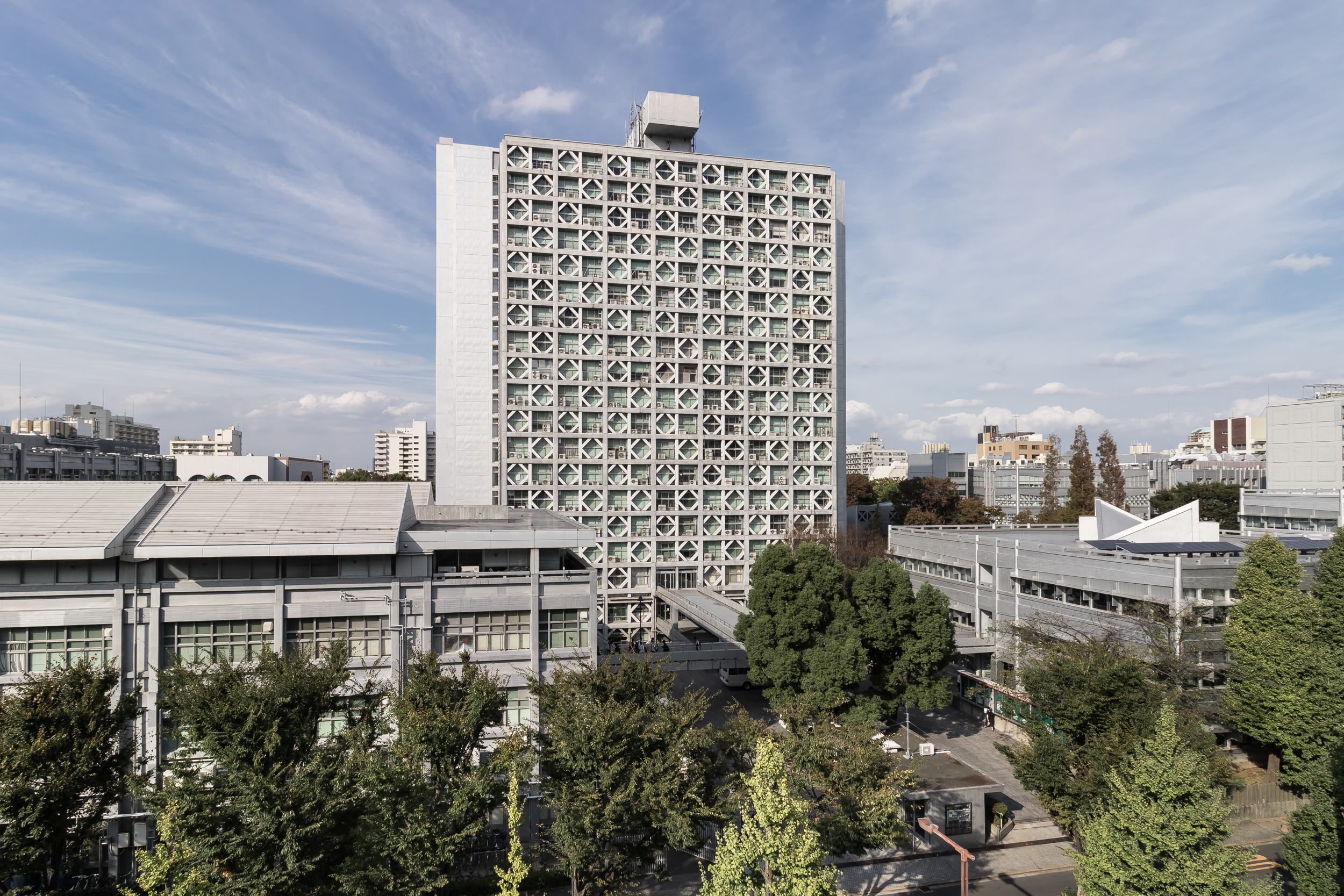
早稲田大学51号館

安東 勝男（あんどう かつお、1917年（大正6年）4月 - 1988年（昭和63年）1月30日）は、日本の建築家。建築家の傍ら、長く早稲田大学理工学部建築学科で教授として教育に当たる。日本建築学会副会長も務めた。
東京出身。早稲田大学理工学部建築学科卒業。
代表作に早稲田大学51号館、早稲田大学大久保キャンパス、早稲田大学理工学部新館、真野小学校、浅間小学校、T字形の平面をもつ小住宅ほか多数。

## 著書

### 単著
- 『小住宅』乾元社〈乾元叢書〉、1946年6月。

### 共著
- 安東勝男、菊竹清訓『製図』彰国社〈建築講座 第1〉、1957年12月。
  - 安東勝男、菊竹清訓『製図』（第2版）彰国社〈建築講座 第1〉、1960年3月。
  - 安東勝男、菊竹清訓『製図』（第3版）彰国社〈建築講座 第1〉、1963年4月。
  - 安東勝男、菊竹清訓『製図』（第4版）彰国社〈建築講座 第1〉、1967年6月。

### その他
- 「安東勝男（早稲田大学理工学部新館／狛江第四小学校／私の建築観）」『現代作家集 1』栗田勇監修、三一書房〈現代日本建築家全集 23〉、1974年4月、108-119頁。